# تولبینگ
تولبینگ (به آلمانی: Tulbing) یک منطقهٔ مسکونی در اتریش است که در ناحیه تولن واقع شده‌است. تولبینگ ۱۸٫۳۶ کیلومتر مربع مساحت دارد ۲۰۶ متر بالاتر از سطح دریا واقع شده‌است.